# Scopus (base de dades bibliogràfica)
Scopus és una base de dades bibliogràfica que conté resums i citacions per a articles de revistes acadèmiques. Cobreix gairebé 22.000 títols de més de 5.000 editors, dels quals 20.000 són revisades per experts les revistes científiques, tècniques, mèdiques i ciències socials (incloses arts i humanitats). És propietat d'Elsevier i està disponible en línia per subscripció. Les recerques a Scopus també incorporen cerques de bases de dades de patents.

## Descripció general
Atès que Elsevier és el propietari d'Scopus i també un dels principals editors internacionals de revistes científiques, es va crear una Junta de Selecció i Assessorament de Continguts Scopus el 2009 independent i internacional per evitar el possible conflicte d'interès en l'elecció de revistes a l'hora d'incloure-les a la base de dades i mantenir una política de cobertura de contingut oberta i transparent, independentment de l'editor. La junta directiva es compon de científics i bibliotecaris especialitzats.
L'avaluació de la facilitat d'ús i la cobertura d'Scopus i el Web of Science (WOS), un estudi de 2006 va concloure que "Scopus és fàcil de navegar, fins i tot per a l'usuari principiant. La capacitat de cercar cap endavant i cap enrere des d'una citació particular, seria molt útil per a l'investigador. L'aspecte multidisciplinari permet a l'investigador "trobar fàcilment fora de la seva disciplina" i "un avantatge de WOS sobre Scopus és la profunditat de la cobertura, amb la base de dades completa de WOS que es remunta al 1945 i Scopus que es remunta al 1966. Tanmateix, Scopus i WOS es complementen, ja que cap dels recursos no està tot inclòs."
Scopus també ofereix perfils d'autor que cobreixen les afiliacions, nombre de publicacions i les seves dades bibliogràfiques, referències i detalls sobre el nombre de cites que cada document publicat ha rebut. Compta amb característiques d'alerta que permet als usuaris registrats fer un seguiment dels canvis en un perfil i una facilitat per calcular l'índex h dels autors.
Els identificadors d'Scopus per autors individuals es poden integrar amb l'identificador digital no propietari ORCID.
D'altra banda, incorpora una sèrie d'eines d'anàlisi que permeten identificar tendències pels temes clau:
- Anàlisi de resultats
- Anàlisi de citacions
- Font de cerca i Comparació de revistes
- Perfils d'Scopus

## Integració del contingut
L'opció Scopus TopCited subministra una ràpida revisió dels 20 articles principals més citats sobre un tema específic durant els 3, 4 o 5 últims anys en totes les publicacions que cobreix Scopus. Les dades dels articles més citats han estat extrets mitjançant l'ús d'una aplicació informàtica que forma part de el programa d'integració de Scopus.